# Scinax hayii
Scinax hayii es una especie de anfibios de la familia Hylidae. Es endémica de Brasil.
Sus hábitats naturales incluyen bosques tropicales o subtropicales secos y a baja altitud, montanos secos, ríos, marismas de agua dulce, corrientes intermitentes de agua, pastos, áreas urbanas, zonas previamente boscosas ahora muy degradadas y estanques.